# Dumitru Țepelea
Dumitru Țepelea (n. 1878, Beznea, Bihor d. 1920, Beznea, Bihor) a fost membru în C.N.R. și delegat la Marea Adunare Națională de la Alba Iulia. După 1918, Dumitru Țepelea a contribuit la punerea în valoare a tradițiilor populare locale.